# Eriostemon scaber
Eriostemon scaber là một loài thực vật có hoa trong họ Cửu lý hương. Loài này được Paxton mô tả khoa học đầu tiên năm 1847.